# جوآن ۲۶۷۷
سیارک ۲۶۷۷ (به انگلیسی: 2677 Joan، نامگذاری:1935FF) دو هزار و ششصد و هفتاد و هفتمین سیارک کشف شده‌است که در ۲۵ مارس ۱۹۳۵ و در نیس کشف شد.
قدر مطلق سیارک برابر ۱۱٫۶۰ است.